# Senomaty
Senomaty är en köping i Tjeckien.   Den ligger i regionen Mellersta Böhmen, i den västra delen av landet, 50 km väster om huvudstaden Prag. Senomaty ligger 337 meter över havet och antalet invånare är 914.
Terrängen runt Senomaty är platt åt nordost, men åt sydväst är den kuperad. Senomaty ligger nere i en dal. Runt Senomaty är det ganska glesbefolkat, med 32 invånare per kvadratkilometer. Närmaste större samhälle är Rakovník, 5,7 km öster om Senomaty. Trakten runt Senomaty består till största delen av jordbruksmark.